# Theuma microphthalma
Theuma microphthalma là một loài nhện trong họ Gnaphosidae.
Loài này thuộc chi Theuma. Theuma microphthalma được George Newbold Lawrence miêu tả năm 1928.